# Puchar MACEC
Puchar MACEC – międzynarodowe zawody organizowane corocznie przez Stowarzyszenie Motocyklowe Krajów Europy Środkowej (MACEC).
Zawody organizowane są w następujących dyscyplinach:
- żużel,
- motocross,
- enduro,
- cross-country,
- trial.